# 政策分析
政策分析是政治社會學和比較政治學的一個子領域，同時也是一個行政研究領域。該術語描述了政治科學研究的一部分，它根據科學方法對特定政治領域進行分析性調查。例如，這些政策領域可以對應於政府（如國內、國外、安全、交通、健康和家庭政策），但也包括更具體的領域（如東方、中東或歐洲政策）。一般來說，在政策領域的分析中，政治的內容（政策）和實踐維度（政治過程）成為研究的重點；特別是具體的政治影響過程、決策過程和結果。 政策領域分析的目的是嘗試開發可用於政治的問題解決方案，作為“更好的政治”的可能規範性指南。
政策分析探詢：
1. 政治人物做什麼
2. 他們為什麼這樣做
3. 他們最終做什麼。

政策分析具有的特徵是：
1. 內容導向和跨學科，
2. 以解決問題為導向，
3. 明確規範性導向。

政策領域分析的目的是獲得洞察力和知識，並在教學中和以政策建議的形式傳遞這些知識。活躍於 1968 年至 1975 年間的政府和行政改革項目組為德國建立與政治領域分析相關的行政科學做出了重大貢獻。
在政策領域分析的框架內，使用了關於政治行動的不同觀點。例如，焦點可以放在
- 政策的類型（例如管制的、分配的、再分配的）[3]，
- 政治參與者之間互動的組織形式（例如網絡、等級制度、市場）[4]，
- 結構和機構（例如政黨、事務主管機關、國際組織）[5]，
- 政治手段（例如法律、稅收、補貼）[6][7]，
- 在政治中使用知識（例如作為論證、合法化、政治學習的基礎）[8]

政策分析也是政治學公共管理子領域中使用的一種技術，使公務員、非營利組織和其他人能夠檢查和評估實施法律和民選官員目標的可用選擇。 該流程還用於管理具有複雜政策的大型組織。 它被定義為“根據政策與目標之間的關係，確定各種政策中的哪一個將實現一組給定目標的過程”。
政策分析可分為兩大領域：
- 對現有政策的分析，具有分析性和描述性—它試圖解釋政策及其發展
- 對新政策的分析，這是規範性的—它涉及制定政策和建議（如改善社會福利）

感興趣的領域和分析的目的決定了進行何種類型的分析。 兩種政策分析與項目評估的結合被定義為政策研究。 政策分析經常被部署在公共部門，但同樣適用於其他地方，例如非營利組織和非政府組織。 政策分析起源於系統分析，這是美國前國防部長勞勃·麥納馬拉在1960年代使用的一種方法。